# Сагер-хаус
Сагер-хаус (швед. Sagerska huset) — официальная резиденция премьер-министра Швеции, находящаяся в центре столицы страны — Стокгольме — на улице Стрёмгатан, дом 18, рядом с Королевским дворцом и зданием Риксдага. Первоначально особняк был построен по заказу дипломата Роберта Сагера в качестве частной резиденции. В доме проживало несколько поколений семьи Сагеров до 1988 года, что сделало его последним частным особняком в Стокгольме. После этого он был приобретён государством и с 1995 года стал официальной резиденцией шведского премьер-министра.

## История и архитектура
Первые упоминания о постройках на месте нынешнего особняка относятся к 1640-м годам, а именно описанию маленького здания на длинном, узком участке между улицами Фредсгатан и Стрёмгатан, у реки Норрстрём. В 1772 году дом был перестроен в двухэтажный особняк с одним центральным входом. В 1880 году всё имущество с землёй было приобретено братьями Робертом и Эдвардом Сагерами, а в 1883 году в архитектуру дома были внесены незначительные изменения. Вскоре, камергер короля Оскара II и дипломат Роберт, ставший полноправным владельцем дома и женившийся в 1888 году на датчанке Мари Мотке Хаифельдт, после рождения сына в следующем году инициировал полную реконструкцию дома, проведённую в период с 1893 по 1894 год по проекту архитектора Жана Рене Пьера Литу. В результате дом был переделан в стиле необарокко с деталями и перилами из кованого железа и цинка, а крыша была сделана мансардной.
С 1899 по 1901 год прошла новая реконструкция по плану архитектора Густава Линдгрена, благодаря которой было сделано два входа на боковых флангах вместо одного, интерьеры дома были оформлены в английском стиле, рококо и стиле Людовика XVI, само здание было оборудовано уникальной системой вентиляции и отопления, а рядом был построен каретный сарай с конюшней для трёх лошадей.
Роберт Сагер прожил остаток своей жизни в Сагер-хаусе до 1919 года, вместе со своей женой Мари Мотке Хайфельдт. После этого, их сын Лео стал жить в особняке, северная часть которого в 1947 году была выкуплена государством, а конюшни были снесены для строительства на их месте здания архива министерства иностранных дел. После смерти Лео в 1948 году, по его завещанию дом перешёл католической церкви с условием, что в нём останется жить его жена, Вера, позднее умершая в 1986 году.
В 1988 году дом был полностью выкуплен государством, а 1 октября 1993 года перешёл в ведение Национального совета по собственности, после чего была проведена его полная реконструкция по проекту архитектора Сванте Тенгбома. Первый этаж занял зал приемов, кухня и помещения персонала, а второй этаж — гостиные. Квартира премьер-министра была размещена на третьем и четвёртом этажах вкупе с кухней, офисом, спальней и террасой с видом на внутренний двор. В подвале были размещены сауна и помещения для занятий хобби. В 1995 году особняк стал резиденцией премьер-министра Швеции.
В 2011 году дом претерпел семимесячный ремонт, во время которого были заменены лифты, отопительная система, отремонтирована крыша, ванная и кухня, а окраска фасада была заменена на цвет льняного масла. На время реконструкции, семья премьер-министра Фредрика Райнфельдта жила в другом доме.
В 2012 году в будке у резиденции было найдено тело охранника, совершившего самоубийство из собственного огнестрельного оружия.

## Галерея

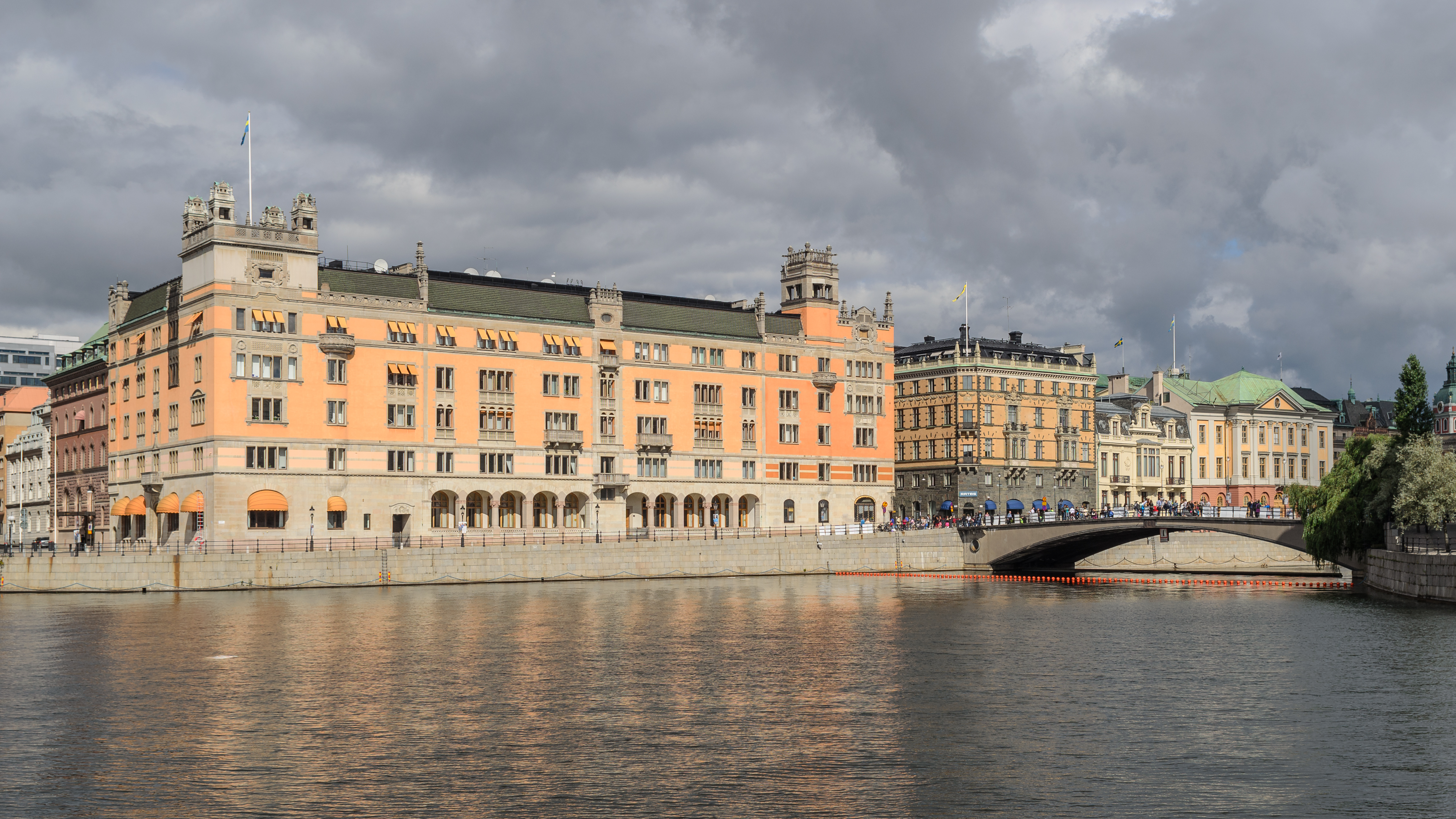
Дворец Русенбад[англ.] и через дом — Сагер-хаус, лето 2014 года.
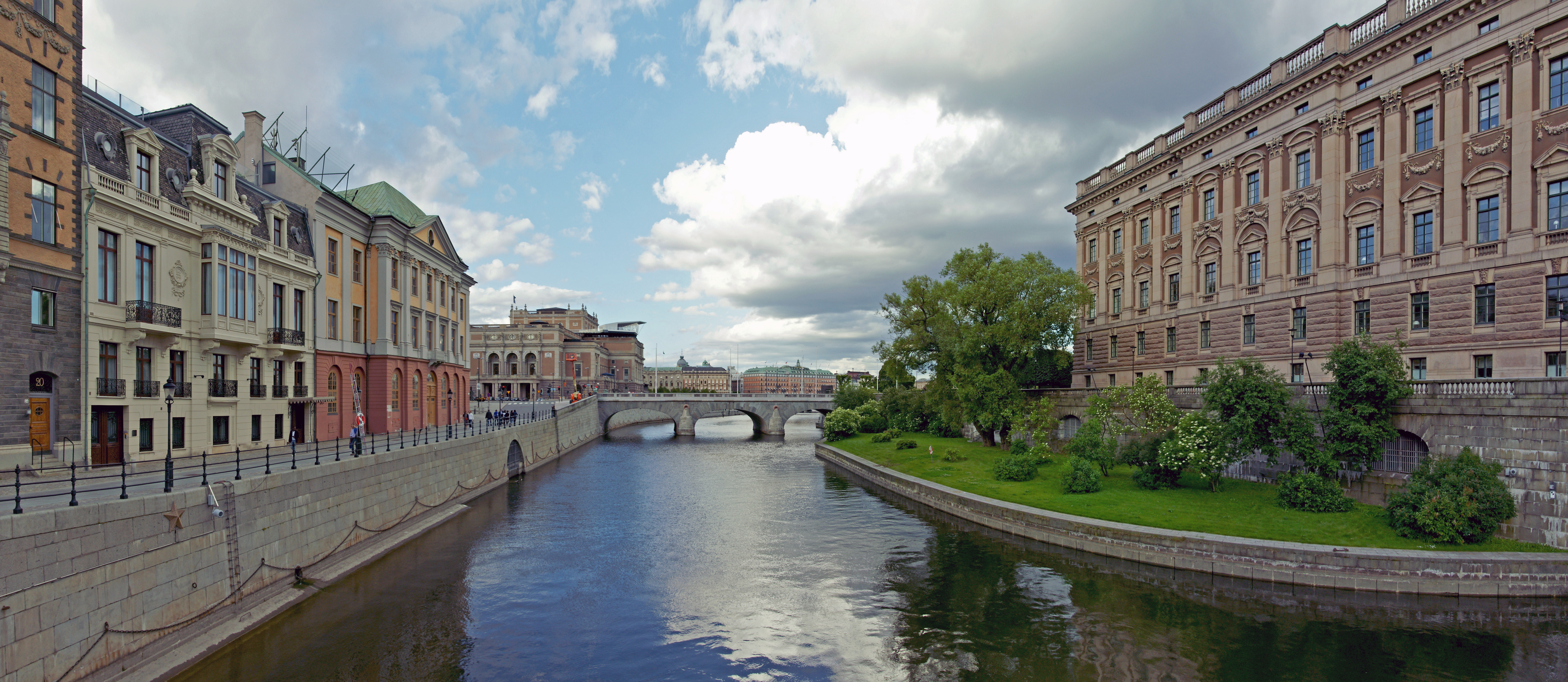
Сагер-хаус слева, вдали у моста — Королевская опера, лето 2012 года.